# Nessersluis

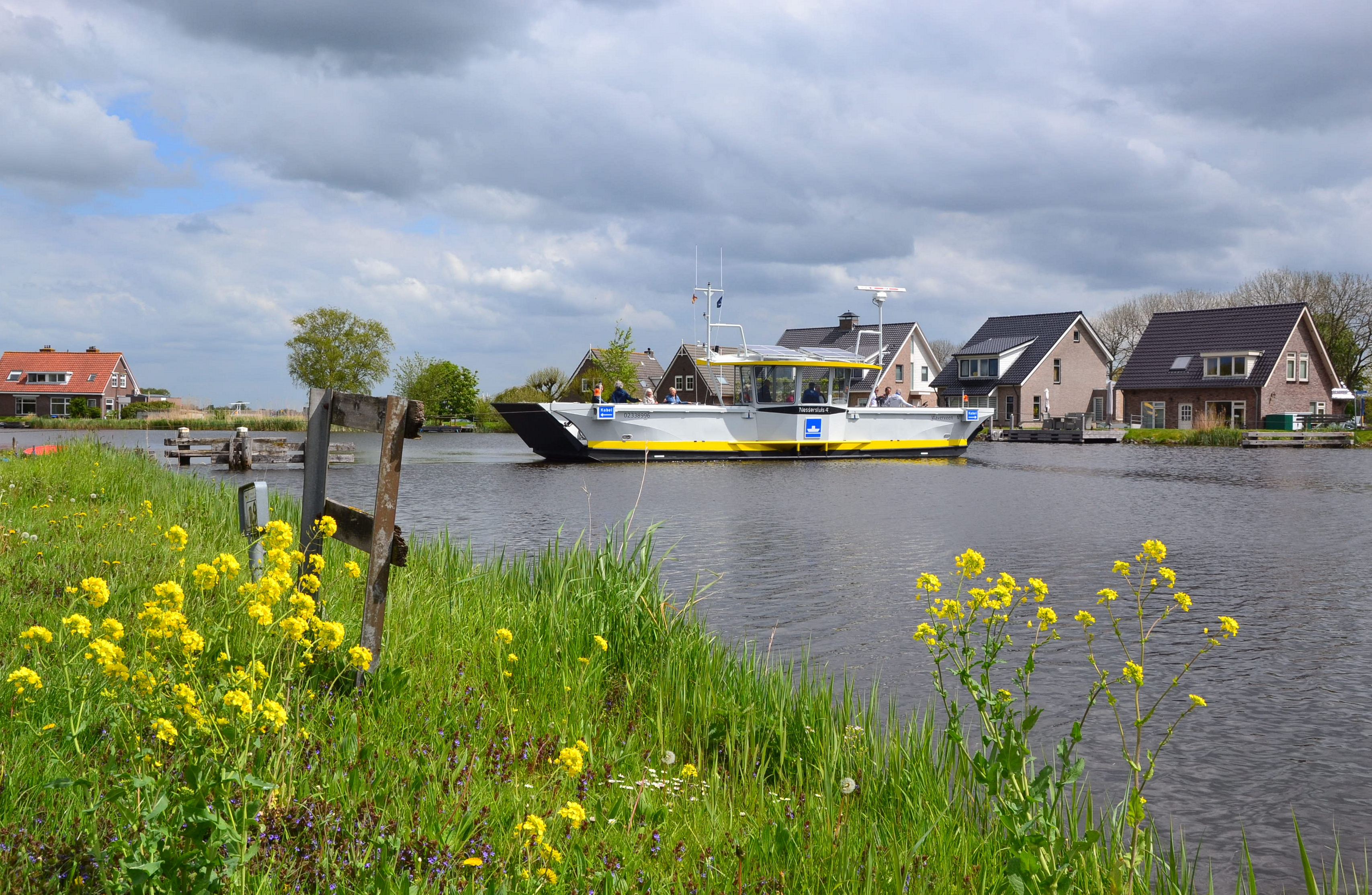
Veerpont over de Amstel

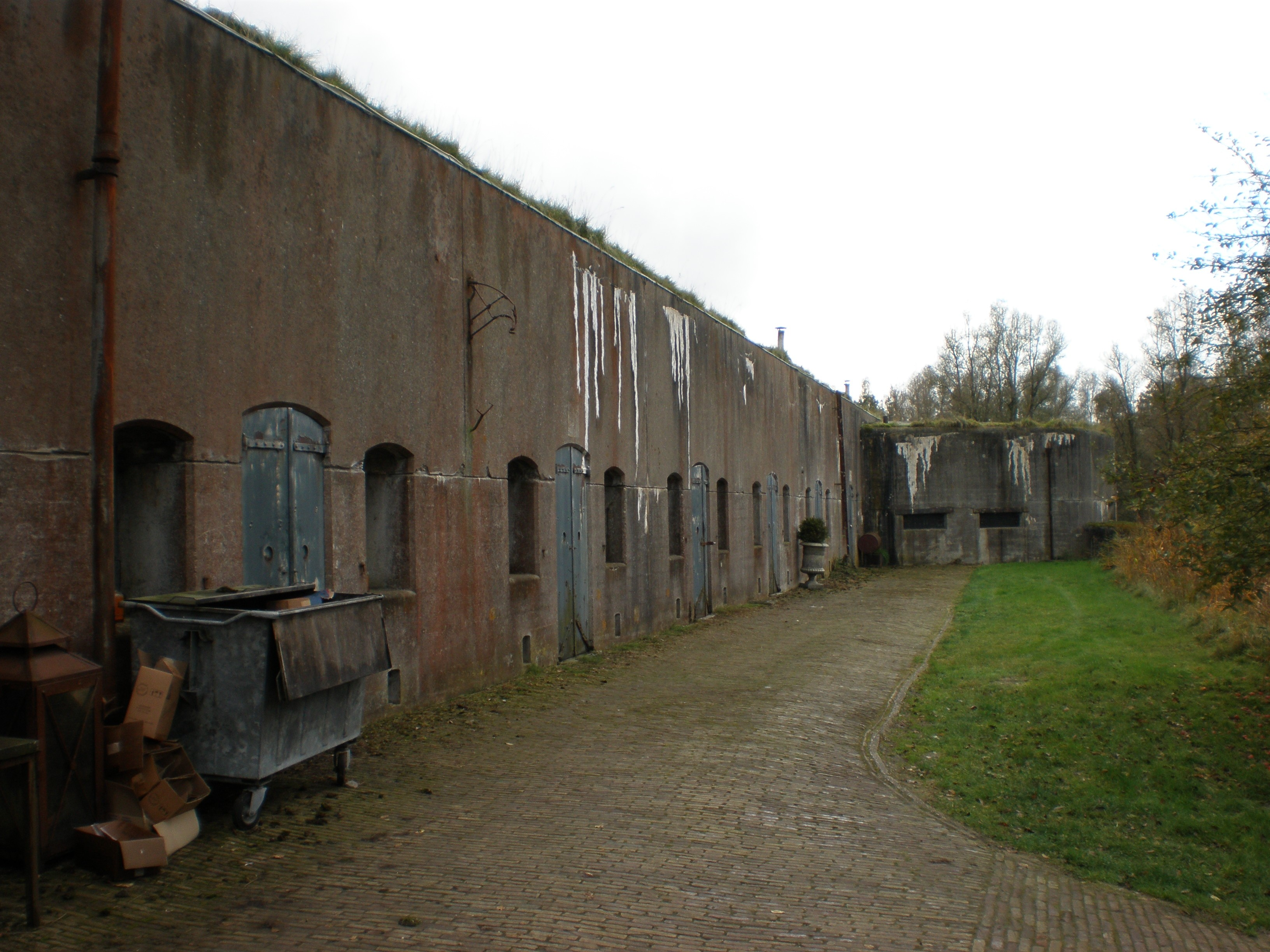
Fort Waver-Amstel

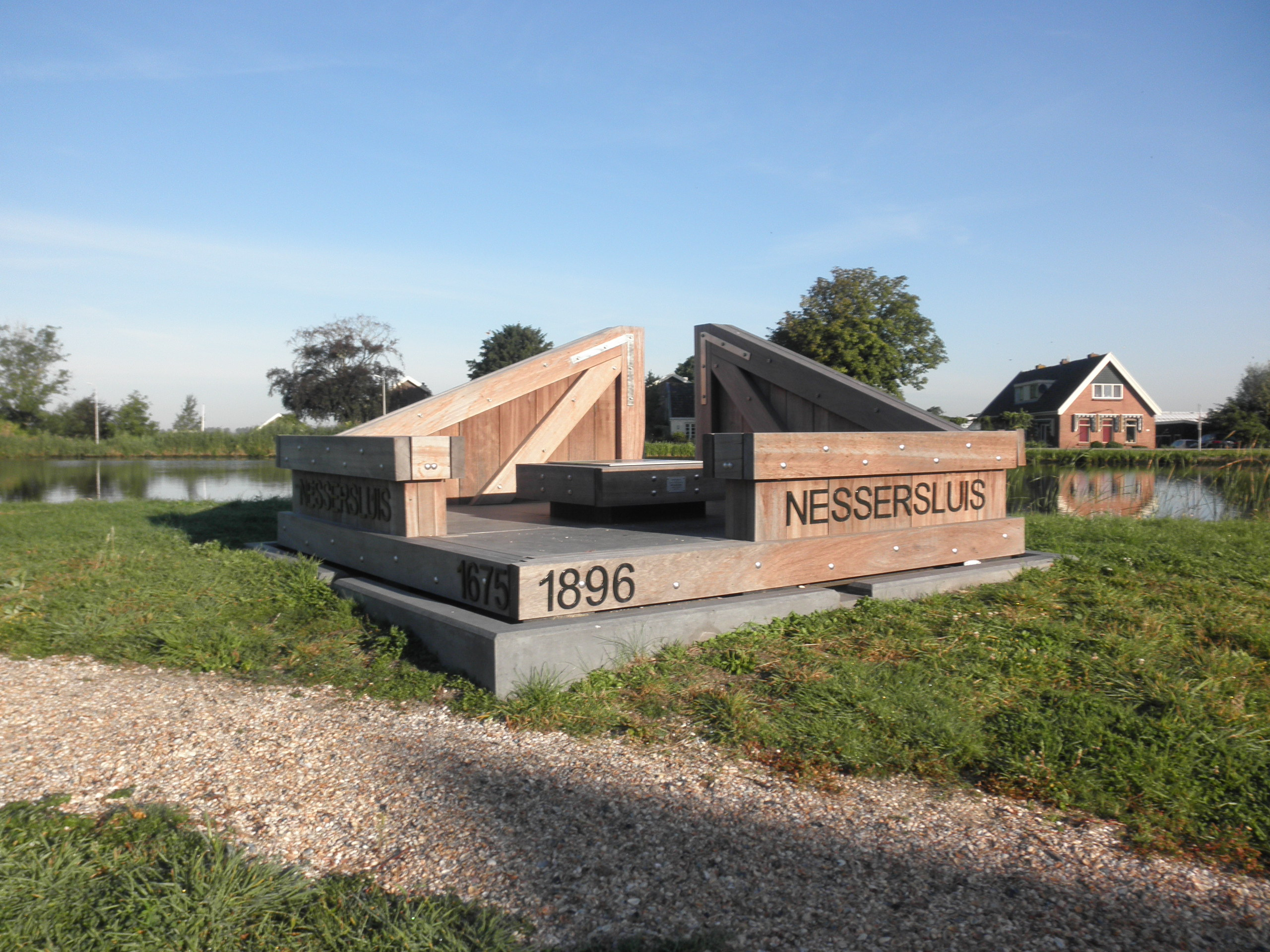
Monument ter nagedachtenis van de gesloopte schutsluis "Nessersluis"

Nessersluis is een buurtschap van het dorp Waverveen in de gemeente De Ronde Venen, in de Nederlandse provincie Utrecht. Het is gelegen in het uiterste noordwesten van de gemeente, waar het riviertje de (Oude) Waver uitkomt in de Amstel. Het telt 90 inwoners (2004).
De naam Nessersluis komt van het schuin aan de overkant van de Amstel gelegen Nes aan de Amstel. Nessersluis is vooral bekend door het Fort Waver-Amstel (of Fort de Nes of Fort Nessersluis), onderdeel van de Stelling van Amsterdam.

## Nessersluis en de Bijleveld
In 1413 kreeg de Hollandse graaf Willem VI het recht om een kanaal, de Bijleveld, te graven vanuit de Oude Rijn tot in de Amstel bij de Nes. De Bijleveld diende voor de afvoer van water, maar werd ook een drukke scheepvaartroute. Bij de aanleg was het waterpeil nog gelijk aan die van de Amstel, maar over de tijd klonk het aangrenzende veengebied steeds verder in. Door deze bodemdaling kwam de Bijleveld lager te liggen en in 1674 werd de bouw van vier schutsluizen, waaronder de Nessersluis, aangekondigd.
In het gebied rond de Nessersluis woonde bijna niemand en werd de sluis aanvankelijk "Aen ’t Bylevelt, Aan den Amstel" of "Sluys in den Bylevelt" genoemd. Later kreeg de sluis de naam van de buurtschap: De Nes aan de Amstel. In de 17e eeuw had Nes de betekenis van "Neus"; een soort landtong die uitliep in de Amstel. De landtong verdween maar de naam bleef behouden. In de 18e en 19e eeuw kende de buurtschap Nessersluis meerdere herbergen, het was een belangrijke plek voor de visserij en er werd turf gestoken, maar raakte na 1850 in verval. In 1849 werd de Nessersluis nog vernieuwd, maar in 1896 werd de sluis afgebroken.
Op 10 december 2015 heeft het Waterschap Amstel, Gooi en Vecht een kunstwerk geplaatst als verwijzing naar de oude sluis.
Dorpen: Abcoude · Amstelhoek · Baambrugge · De Hoef · Mijdrecht · Vinkeveen · Waverveen · Wilnis

Buurtschappen: Aan de Zuwe · Achterbos · Baambrugse Zuwe · Botshol · Demmerik · Donkereind · Geer · Gemaal · Groenlandsekade · Kromme Mijdrecht · Mennonietenbuurt · Nessersluis · Stokkelaarsbrug · Vinkenkade

Utrecht · Plaatsen in de provincie      Nederland · Provincies · Gemeenten